# Fallablemma castaneum
Fallablemma castaneum är en spindelart som först beskrevs av Marples 1955.  Fallablemma castaneum ingår i släktet Fallablemma och familjen Tetrablemmidae.
Artens utbredningsområde är Samoa. Inga underarter finns listade i Catalogue of Life.